# De Steenen Poort

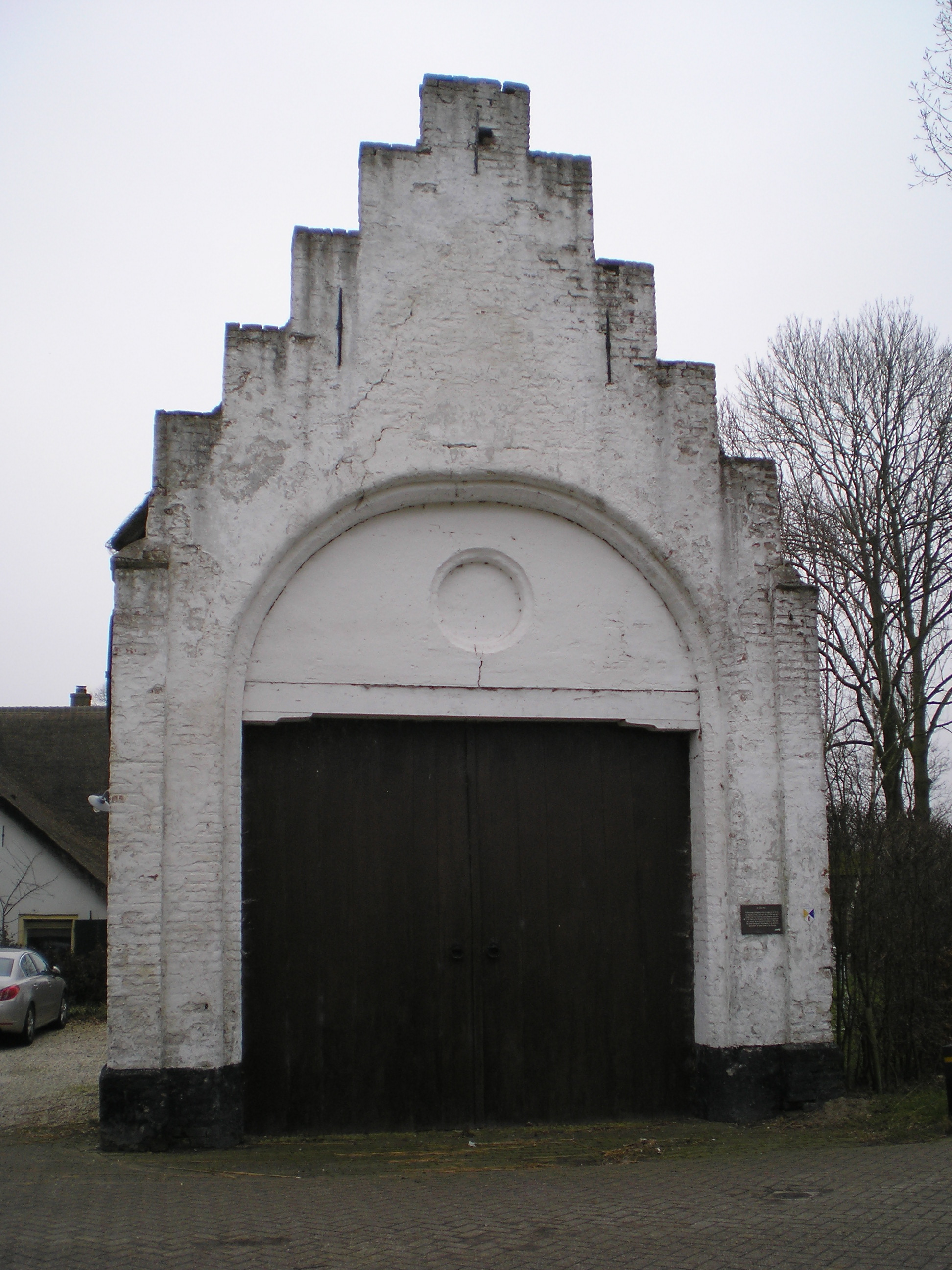
De Steenen Poort, Houten

De Steenen Poort is een poortgebouw in de  Nederlandse plaats Houten in de wijk "Tiellandt". Het in 1971 als rijksmonument aangewezen pand uit baksteen stamt uit de zestiende eeuw en is voorzien van trapgevels en een rietendak.

## Geschiedenis
De huidige gemeente Houten kende ongeveer 15 van dergelijke poortgebouwen. Het ging in de 15e en 16e eeuw om versterkte boerderijen die veelal toebehoorden aan rijke boeren waar zo'n poortgebouw bij zat. De poort bood bescherming tegen rondtrekkende landlopers en gaf de boer aanzien. Van al deze 15 poortgebouwen is er nu nog maar één over, deze is rijksmonument en bevindt zich in de wijk "Tiellandt". Ernaast ligt de boerderij "De Steenen Poort", vroeger bekend onder de naam "Bovit". 
Er is maar weinig van de vroege geschiedenis bekend van boerderij "De Steenen Poort" die is gelegen aan de Warinenpoort. Mogelijk bestond hij al in de veertiende eeuw.
Het poortgebouw dateert uit de zestiende eeuw, hij bood toegang tot het erf van de omgrachte boerderij. De gracht is in de achttiende eeuw gedempt. De voorkant van de boerderij staat gericht naar de Houtensewetering, een watergang die werd gebruikt om producten af te voeren naar de stad Utrecht.
De zolder van de poort was ingericht om duiven te houden. In het muurwerk zijn 137 nestnissen uitgespaard. De duiven werden gehouden voor consumptie en de mest werd verspreid over het bouwland. Tijdens een flinke storm in december 1703 werd een deel van de boerderij en de zolder van het poortgebouw vernield.
In 1965 speelde de boerderij een rol in de 'roetkapaffaire', een ontgroeningsritueel van een dispuut van het Utrechtsch Studenten Corps waarbij jonkheer  David Rutgers van Rozenburg om het leven kwam. 
Het poortgebouw is in 2014 gerestaureerd. De deur van de poort werd rond 1980 voor het laatst gebruikt, hij is in slechte staat en gevreesd wordt dat hij bij opening uit elkaar valt. In 2015 is rond het gebouw een villawijk gebouwd die de projectnaam 'Villapark Steenen Poort' draagt.

## Fotogalerij

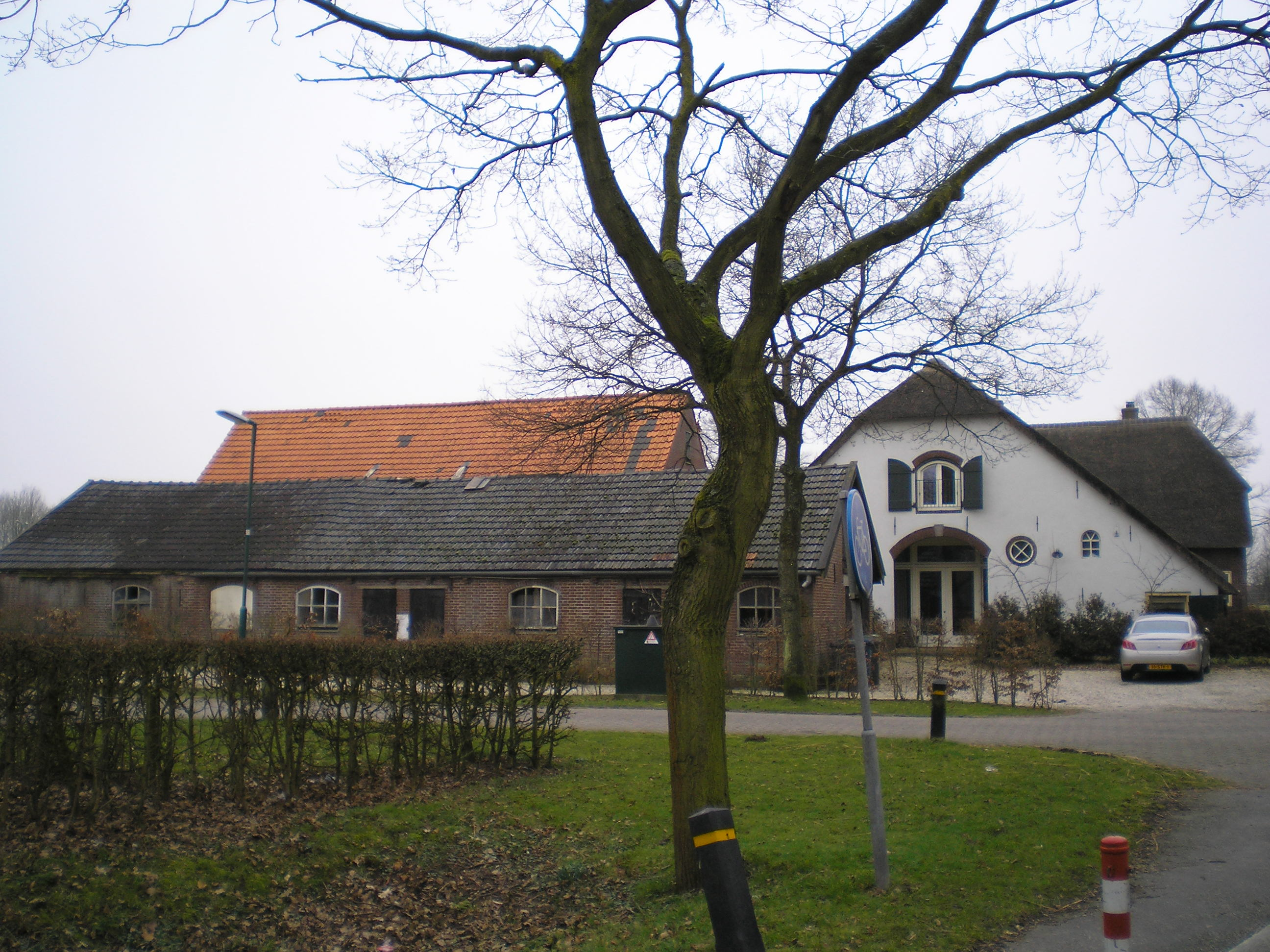
Boerderij De Steenen Poort te Houten (gemeentelijk monument)
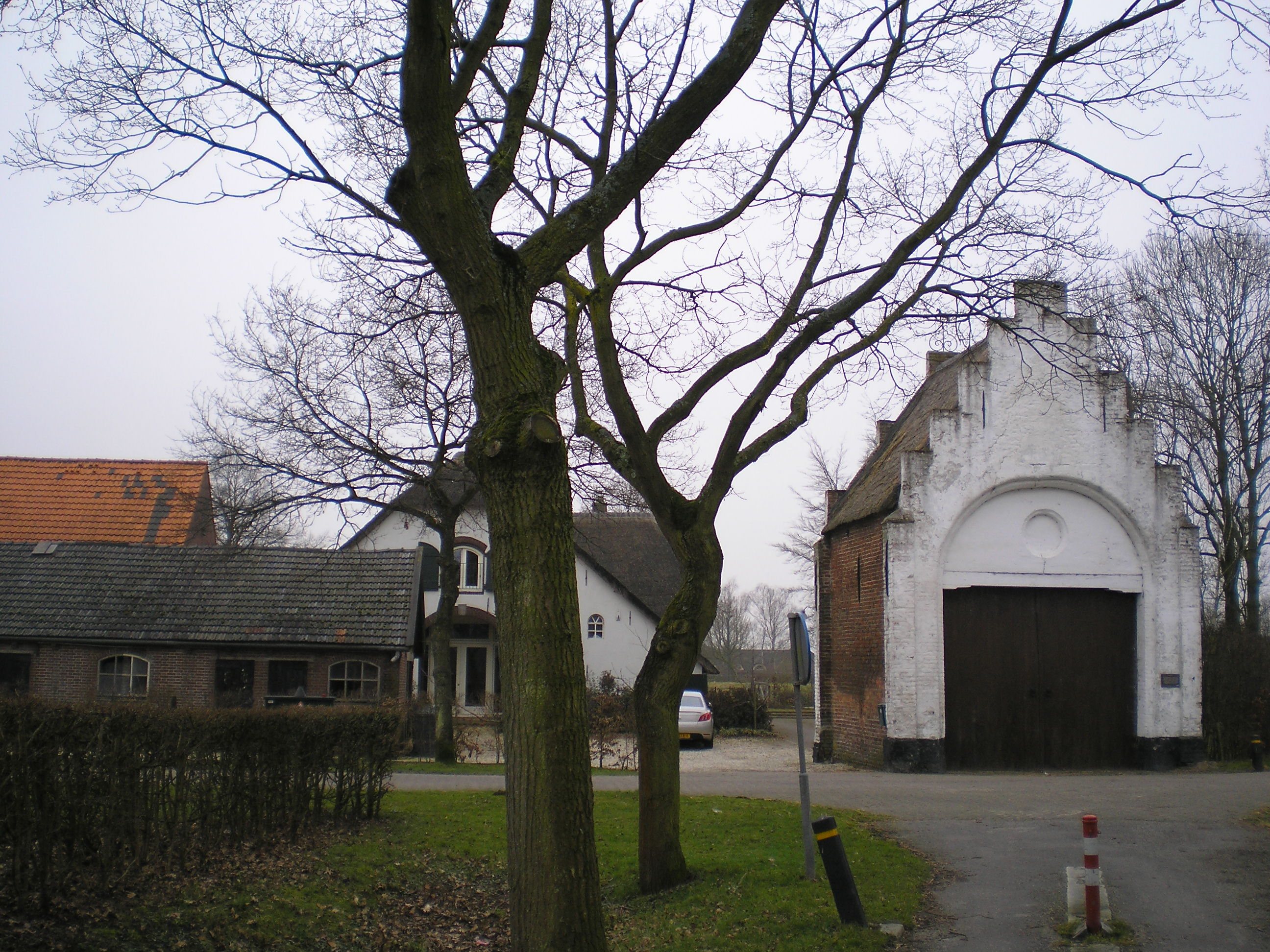
Poortgebouw De Steenen Poort (rijksmonument)
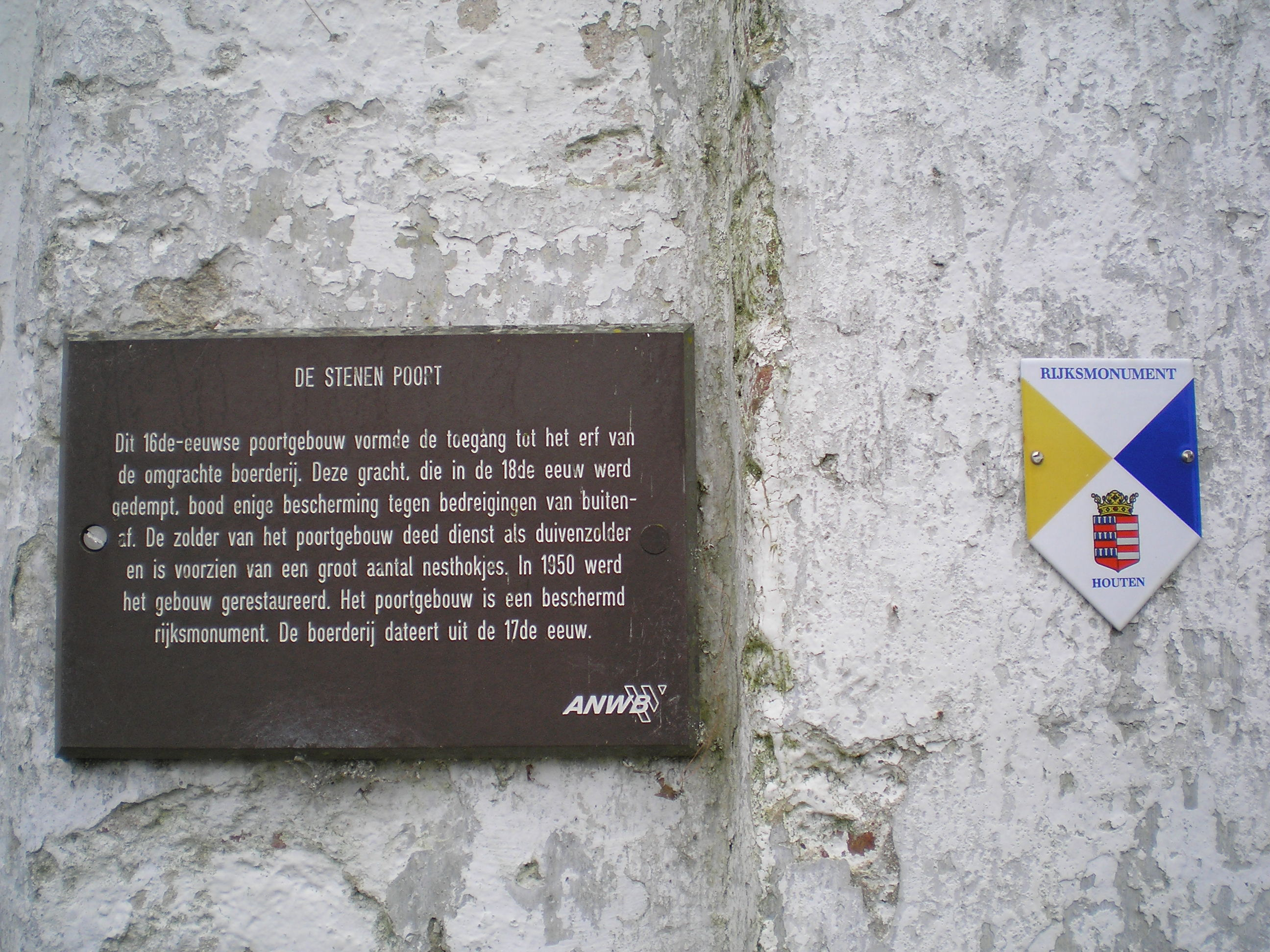
Informatiebord over De Steenen Poort
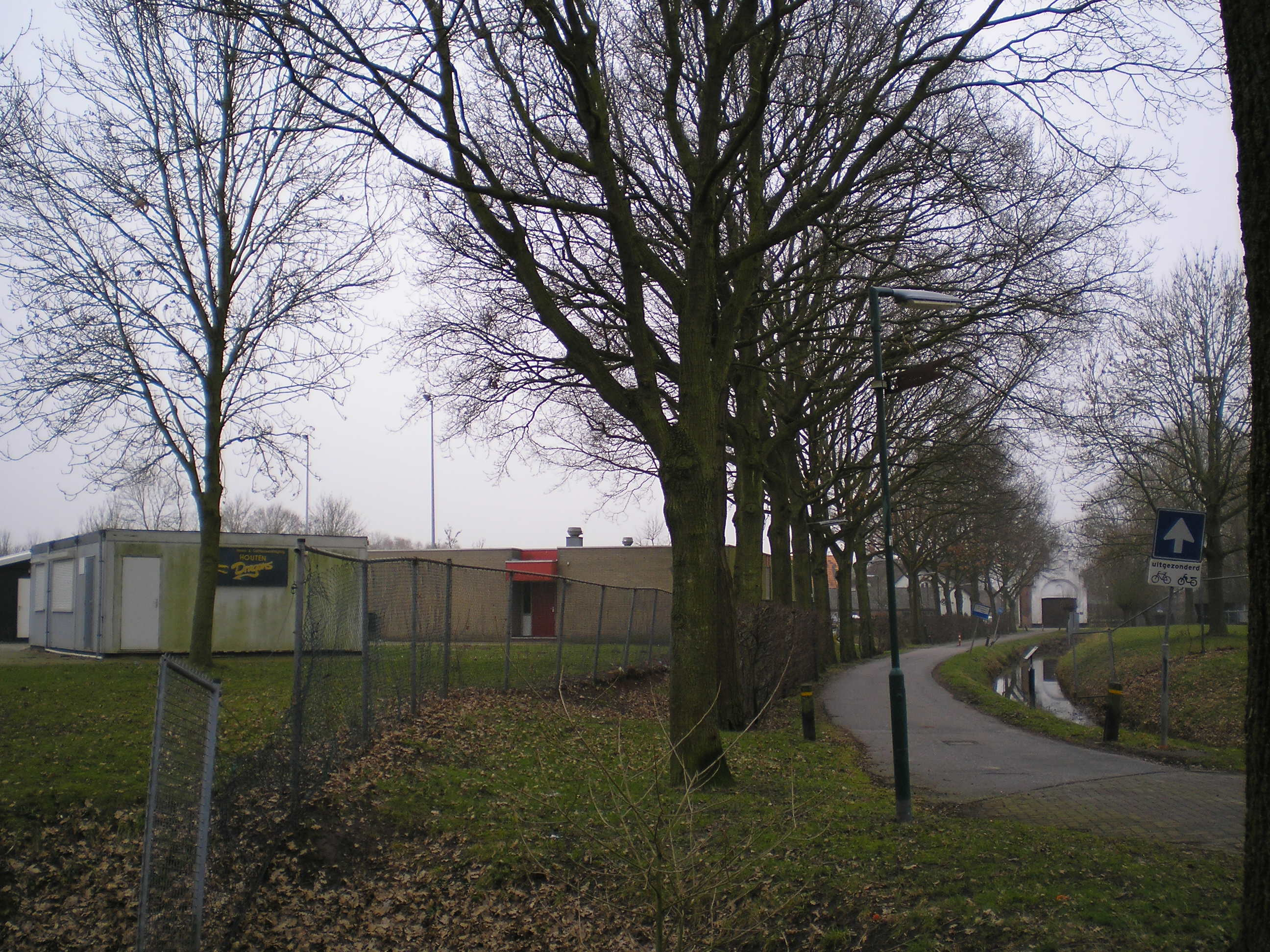
Warinenpoort, de weg richting De Steenen Poort